# 樺太鉄道局
樺太鉄道局（からふとてつどうきょく）は、1943年4月1日に樺太の内地編入に伴い、樺太庁から鉄道部門（樺太庁鉄道）が鉄道省（国鉄）に移管されて発足した組織である。局所在地は豊原市（現在のユジノサハリンスク）であった。

## 概要
1943年（昭和18年）4月1日、内外地行政一元化に基づく樺太の内地編入により発足。発足時の樺太内の国営鉄道は643 km、国営自動車は178 kmであった。初代鉄道局長は札幌地方施設部長を務めていた中原寿一郎が就任した。

## 沿革
- 1943年（昭和18年）
  - 4月1日 : 樺太庁鉄道が樺太庁から鉄道省に移管されて発足。
  - 11月1日 : 運輸通信省発足により同省の組織となる。
  - 11月16日 : 樺太東線、上敷香駅 - 気屯駅間 (51.7km) が開通。
- 1944年（昭和19年）10月15日 : 樺太東線、気屯駅 - 古屯駅間 (10.6km) が開通。
- 1945年（昭和20年）
  - 5月19日 : 運輸通信省が運輸省に改称する。
  - 7月15日 : 豊真線の豊原駅 - 奥鈴谷駅間を廃止し、小沼駅 - 奥鈴谷駅間開通。
  - 8月9日 : ソ連対日参戦。内地への疎開輸送を開始する。
  - 8月11日 : ソ連軍が南樺太に侵攻。
  - 8月23日 : 稚泊連絡船宗谷丸、大泊港から最後の出港。
  - 8月24日 : ソ連軍が豊原市を占領。大泊港も封鎖され、疎開輸送は終了する。
  - 8月28日 : 樺太鉄道局長、札幌鉄道局長に連絡船の運航見合わせを要請。
- 1946年（昭和21年）
  - 2月1日：運輸省官制の改正により樺太鉄道局廃止[3]。
  - 2月10日 : ソ連人民委員会議令263号「南サハリンにおけるソ連行政システム及び法令の導入」に基づきソ連運輸通信人民委員会が樺太鉄道局を承継する南サハリン鉄道局（Южно-Сахалинская железная дорога）の設置を指示。
  - 4月1日 : 豊原（1946年6月、ユジノサハリンスクに改称）にソ連運輸通信省（旧・運輸通信人民委員会）南サハリン鉄道局が発足。

## 終戦時の営業状況
- 鉄道路線
  - 樺太東線大泊港駅 - 古屯駅間、落合駅 - 栄浜駅間、栄浜駅 - 栄浜海岸駅間 合計426.5km
  - 樺太西線本斗駅 - 久春内駅間、真岡駅 - 浜真岡駅間、本斗駅 - 浜本斗駅間 合計173.2km
  - 豊真線小沼駅 - 手井駅間 合計76.2km
  - 川上線小沼駅 - 川上炭山駅間 合計21.9km
- 自動車路線
  - 本留線本斗駅 - 留多加駅前 合計71.5km
  - 内恵線内路駅 - 恵須取町 合計107.3km

## 局長
| 代                     | 氏名               | 在任期間                       | 前職                             | 後職                     |
| 鉄道省樺太鉄道局長     | 鉄道省樺太鉄道局長 | 鉄道省樺太鉄道局長             | 鉄道省樺太鉄道局長               | 鉄道省樺太鉄道局長       |
| ---------------------- | ------------------ | ------------------------------ | -------------------------------- | ------------------------ |
| 1                      | 中原寿一郎         | 1943年4月1日 - 1943年11月1日   | 鉄道省札幌地方施設部長           | 運輸通信省樺太鉄道局長   |
| 運輸通信省樺太鉄道局長 |                    |                                |                                  |                          |
| 1                      | 中原寿一郎         | 1943年11月1日 - 1944年12月20日 | 鉄道省樺太鉄道局長               | 運輸通信省名古屋鉄道局長 |
| 2                      | 宮田三郎           | 1944年12月20日 - 1945年5月19日 | 運輸通信省鉄道総局業務局運行課長 | 運輸省樺太鉄道局長       |
| 運輸省樺太鉄道局長     |                    |                                |                                  |                          |
| 1                      | 宮田三郎           | 1945年5月19日 - 1946年2月1日   | 運輸通信省樺太鉄道局長           |                          |

## 戦後
終戦時の鉄道局長は1945年8月28日の札幌鉄道局への電話連絡が原因でソ連軍に逮捕され、抑留中に死亡している。
鉄道職員の中には、1956年の日ソ共同宣言まで、ソ連に抑留されていた者が多数いた。

## 戦前・戦中の所属車両

### 蒸気機関車
- 樺太庁鉄道1形 (1)  → 鉄道省3005形 (3005)
- 樺太庁鉄道230形 (269, 270) [注 1]
- 樺太庁鉄道450形 (453)  → 鉄道省450形 (453) [注 2]
- 樺太庁鉄道860形 (860) [注 3]
- 樺太庁鉄道1530形 (1530, 1531) [注 4] → 鉄道省1530形
- 樺太庁鉄道3000形 (3000 - 3002) [注 5]
- 樺太庁鉄道2形 (2 - 8)  → 3100形 (3100 - 3106)  → 鉄道省2940形 (2940 - 2946)
- 樺太庁鉄道4000形 (4000, 4001) [注 6]
- 樺太庁鉄道C12形 (C12 1 - C124)  → 鉄道省C12形 (C12 265, C12 271 - C12 273[注 7])

- 樺太庁鉄道5700形 (5756, 5757[注 8])  → 鉄道省5700形 (5756, 5757)
- 樺太庁鉄道7200形 (7216, 7219[注 9])  → 鉄道省7200形。
- 樺太庁鉄道7750形 (7750 - 7759)  → 鉄道省7750形 (7751 - 7753, 7755 - 7757, 7759[注 10]）
- 樺太庁鉄道20形 (20 - 24)  → 8400形 (8400 - 8404)  → 8550形 (8550 - 8554)  → 鉄道省8550形 (8611 - 8615)
- 樺太庁鉄道8620形 (8620 - 8634[注 11])  → 鉄道省8620形 (88652 - 88666)
- 樺太庁鉄道8650形 (8650 - 8653)  → C50形 (C50 1 - C50 4)  → 鉄道省C50形 (C50 155 - C50 158)
- 樺太庁鉄道C51形 (C51 1 - C51 14)  → 鉄道省C58形 (C58 369 - C58 382[注 12])
- 樺太庁鉄道C52形 (C52 1 - C52 4)  → 鉄道省C56形 (C56 161 - C56 164)
- 樺太庁鉄道D50形 (D50 1 - D50 5)  → 9600形 (9600 - 9604)  → 鉄道省9600形 (79670 - 79674)

- 樺太鉄道（ → 樺太庁鉄道）40形 (40 - 46)  → 鉄道省5625形 (5625 - 5627[注 13])
- 樺太鉄道（ → 樺太庁鉄道）60形 (60 - 74)  → 鉄道省7720形 (7720 - 7734)
- 樺太鉄道（ → 樺太庁鉄道）80形 (80 - 88)  → 鉄道省9600形 (79680 - 79688)

### 気動車
- キ1, キ2
1913年（大正2年）11月、汽車製造製の蒸気動車。特等・並等合造車となっている。1913年から翌年にかけてメーカーから借り受ける形で試験運行したが、購入に至らなかった。メーカー返却後、機関部分を外してB型蒸気機関車とし、残った車体は整備の上、1916年（大正5年）に樺太庁鉄道が購入してフホロハ1、2となった。

- キハ2000形 (2001 - 2003) 
1933年（昭和8年）、日本車輌製造東京支店製のガソリン動車。鉄道省編入後はキハニ2000形となった。

- キハ2100形 (2101 - 2104) 
1935年（昭和10年）、1936年（昭和11年）、日本車輌製造東京支店製のガソリン動車。車体長18m旧で、端面が流線型となり、運転台前の窓ガラスには旋回窓が装備されている。鉄道省編入後はキハニ2100形となった。

- キハ2200形 (2201, 2202) 
樺太鉄道が、1936年に汽車製造東京支店で製作したガソリン動車。車体長は15m級の小型車。1941年の買収によりキハ2200形となった。鉄道省編入後は、キハニ2200形に改称された。

- キハ2300形 (2301) 
樺太鉄道が、1936年汽車製造東京支店で製作したガソリン動車。樺太庁鉄道キハ2104とほぼ同形で、樺太鉄道の買収により本形式となった。鉄道省編入後はキハニ2300形に改称された。

- 買収気動車#樺太庁鉄道移管車も参照のこと。

### 客車
樺太庁鉄道の客車は、初期には北海道炭礦鉄道引継ぎの小型ボギー車が鉄道省から移管された。そのため最初期から自動連結器が使用されたが、連結器の高さは低いまま使用され、これが標準となった。また空気制動機を装備したものもあったが、入線時に真空式制動機に改められた。等級は三等級制であった内地の鉄道と異なり、特等・並等の二等級制であった。

#### 二軸車
- ロ50形 (50, 51)  ← ロ1, 2
1912年9月入線。1907年鉄道院新橋工場製ロ775形（帝国鉄道庁ヨニ8，9）。

- フハ120形 (ハフ120 - 127)  ← フハ1 - 8
1912年9月入線。1903年天野工場製フハ3434形 (3434 - 3441) 。旧北海道鉄道ハ7 - 14。

#### 旧北海道炭礦鉄道の木製小型二軸ボギー車
北海道炭礦鉄道の客車も参照のこと。
- フコロハ280形 (280)  ← フコロハ1 ← 鉄道院フコロハ5970形 (5970)  ← 北海道炭礦鉄道にさ35
- フコロハ282形 (282)  ← フコロハ2 ← 鉄道院フコロハ5970形 (5971)  ← 北海道炭礦鉄道にさ36
1910年（明治43年）9月入線。1899年（明治29年）6月北海道炭礦鉄道手宮工場製。フコロハ1は特等と並等の仕切り部に便所を設けたため、形式が分けられた。

- フコヤ290形 (290)  ← フコハニ290形 (290)  ← フコロハ214形 (214)  ← フコロハ3 ← 鉄道院フコロハ5975形 (5975)  ← 北海道炭礦鉄道にさ37
1910年（明治43年）9月入線。1899年（明治29年）6月北海道炭礦鉄道手宮工場製。屋根形状が特等室はモニター型、並等室が丸屋根と異なっていた。1928年（昭和3年）3月、豊原工場で特等室を荷物室に改造、さらに職用車に転用された。

- フコロハ216形 (216, 217)  ← フコロハ4, 5 ← 鉄道院フコロハ5967形 (5967, 5968)  ← 北海道炭礦鉄道にさ33, 34
1910年（大正9年）7月入線。1897年・1898年北海道炭礦鉄道手宮工場製。屋根形状が特等室はモニター型、並等室が丸屋根と異なっていた。

- フコハ265形 (265)  ← フコロハ220形 (220)  ← フコロハ6 ← 鉄道院フコロハ5965形 (5966)  ← 北海道炭礦鉄道にさ31
- フコロハ220形 (221)  ← フコロハ7 ← 鉄道院フコロハ5965形 (5966)  ← 北海道炭礦鉄道にさ32
1910年7月入線。1896年・1897年北海道炭礦鉄道手宮工場製。屋根形状が特等室はモニター型、並等室が丸屋根と異なっていた。フコロハ220は1928年7月豊原工場で全室並等車に改造された。

- フコハ250形 (250 - 253)  ← フコハ1 - 4 ← 鉄道院フコハ7925形（7295 - 7939の一部） ← 北海道炭礦鉄道にさ？
1910年7月入線。丸屋根の全室並等車。

- フコハ240形 (240)  ← フコロ200形 (200)  ← フコロ5673 ← 鉄道院フコロ5672形 (5673)  ← フコイロ5410形 (5411)  ← 北海道炭礦鉄道いに4
1924年1月入線。1891年北海道炭礦鉄道手宮工場製。1934年、並等車に改造。

- フコロ205 (205)  ← フコロ5675 ← 鉄道院フコロ5675形 (5675)  ← 北海道炭礦鉄道に5
1924年1月入線。北海道炭礦鉄道手宮工場製。

- フコロハ224形 (224)  ← フコロハ5754 ← 鉄道院フコロハ5750形 (5754)  ← フコイロ5420形 (5421)  ← 北海道炭礦鉄道いに6
1924年1月入線。1897年、北海道炭礦鉄道手宮工場製。

- フコロハ234形 (234)  ← フコロハ5978 ← 鉄道院フコロハ5975形 (5978)  ← 北海道炭礦鉄道にさ49
1924年1月入線。1898年、北海道炭礦鉄道手宮工場製。

- フコハ250形 (254 - 256)  ← フコハ7929, 7030, 7936 ← 鉄道院フコハ7925形 (7929, 7030, 7936)  ← 北海道炭礦鉄道さ5, 6, 16
1924年1月入線。1887年 - 1893年、北海道炭礦鉄道手宮工場製。

- フコロハ224形 (225 - 228)  ← 鉄道省フコロハ5750形（5750 - 5753, 5755のうち4両）
- フコロハ230形 (230, 231)  ← 鉄道省フコロハ5760形（5760 - 5762うち2両）
- フコロハ236形 (236, 237)  ← 鉄道省フコロハ5975形（5775 - 5777うち2両）
1924年10月に1両、1925年8月に7両入線。いずれも北海道炭礦鉄道引継ぎ車。

- フコハ250形 (257 - 259)  ← 鉄道省フコハ7925形のうち3両
- フコハ260形 (260)  ← 鉄道省フコハ7940形（7940, 7941のいずれか）
- フコハ270形 (270 - 277)  ← 鉄道省フコハ7945形（7945, 7946, 7949, 7951, 7952, 7955, 7957, 7958, 7961のうち3両）
- フコハ280形 (280 - 285)  ← 鉄道省フコハ7970形（7970, 7971, 7973 - 7976のうち5両）
1924年10月に4両、1925年8月に13両入線。いずれも北海道炭礦鉄道引継ぎ車。

#### 雑形木製二軸ボギー車
- フホロハ320形 (320)  ← フホロハ390形 (390)  ← フホロハ380形 (380)  ← フホロハ1
- フホハ340形 (340)  ← フホハ540形 (540)  ← フホハ1 ← フホロハ2
1916年入線。1913年から翌年にかけて樺太庁鉄道が使用した蒸気動車から機関部を除いた車体を客車として購入したもの。

#### 中型木製二軸ボギー車
- ホロ340形 (340)  ← ホトク300形 (300)  ← ホロハ1
- ホロハフ395形 (395)  ← ホロハフ390形 (390)  ← ホロハ2
1922年汽車製造東京支店製の二軸ボギー式中型木製客車。鉄道院の標準型客車ホロハ22300形にほぼ同等。ホロハ1は1925年の昭和天皇（当時は摂政宮）樺太行啓の際に御乗用とされ、改番後は特別車となった。

- ホロ310形 (310)  ← ホロ340形 (340)  ← ホハフ1
- ホハフ350形 (350 - 352)  ← ホハフ550形 (550 - 552)  ← ホハフ2 - 4
1922年7月入線。同年汽車製造東京支店製の二軸ボギー式中型木製客車。鉄道院の標準型客車ホハフ25200形にほぼ同等。ホハフ1は、1925年摂政宮行啓時に二等車に改造された。

- ホハニ360形 (360)  ← ホハニ570形 (570)  ← ホハニ1
1922年7月入線。同年汽車製造東京支店製の二軸ボギー式中型木製客車。鉄道院の標準型客車ホハニ26750形にほぼ同等。

#### 大型木製二軸ボギー車
- ナロハ1120形 (1120)  ← ナロハ370形 (370)
- フナロハ1180形 (1180 - 1185)  ← フナロハ410形 (410 - 415)  ← ナロハ370形 (371 - 376) 
370 - 373は1928年8月、374 - 376は1929年8月入線。いずれも汽車製造東京支店製。鉄道省の大型二軸ボギー客車と同等。

- ナハ1220形 (1220, 1221)  ← ナハ520形 (520, 521)
- ナロ1000形 (1000)  ← ナロ350形 (350)  ← ナハ520形 (522)
- フナハ1250形 (1250)  ← フナハ545形 (545)  ← ナハ520形 (523)
- ナロハ1100形 (1100)  ←ナロハ360形 (360)  ← ナハ520形 (524)
- フナロハ1200形 (1200)  ← フナロハ420形 (420)  ← ナハ520形 (525) 
520 - 522は1928年8月、523 - 525は1929年8月入線。いずれも汽車製造東京支店製。

- ナハフ1280形 (1280 - 1282)  ← ナハフ560形 (560 - 562) 
1928年9月入線。汽車製造東京支店製。

- ナハニ1350形 (1350, 1351)  ← ナハニ580形 (580, 582)
- ナハニ1400形 (1400)  ← ナハニ590形 (590)  ← ナハニ580形 (581)
- ナハニ1420形 (1420)  ← ナハニ591形 (591)  ← ナハニ580形 (583)
- ナハニ1380形 (1380, 1381)  ← ナハニ580形 (584 - 586) 
580, 581は1928年8月、582, 583は1929年9月、584 - 586は1930年11月入線。いずれも汽車製造東京支店製。

- ナロハ1150形 (1150, 1151)  ← ナロハ380形 (381, 382) 
1930年11月入線。汽車製造東京支店製。

- ナハフ1260形 (1260 - 1264)  ← ナハフ555形 (555 - 559)  ← ナハ530形 (530 - 534) 
1930年11月入線。汽車製造東京支店製。

- ナハフ1255形 (1255)  ← ナハフ546形 (546)  ← ナハフ565形 (565)
- ナハフ1300形 (1300)  ← ナハフ565形 (566)
1930年11月入線。汽車製造東京支店製。

#### 半鋼製大型二軸ボギー客車
- オロハ2500形 (2501 - 2503) 
1938年3月日本車輌製造製の二・三等合造客車。全長は19 mで、三等室の側窓は3個一組になったやや古い形態であった。[注 15] そのため短い車体長にも関わらず二等24・三等48の計72名と定員が多い。
- スロハ2550形（2551）
1942年1月日本車輌製造製の二・三等合造客車。前級2500形と異なりスロハ31形の設計を流用しており、全長は20 mに引き伸ばされ、三等室の居住性もスハ32系の水準に引き上げられた。定員は二等36・三等40の計76。
- スハフ2600形 (2601 - 2604) 
1938年3月汽車製造東京支店製の三等緩急客車。こちらの車体は20 m級で、鉄道省のスハフ34400形（後のスハフ32形）とほぼ同形であった。[注 16]

- スハ2650形 (2650 - 2655) 
1943年日本車輌製造東京支社製の三等客車。鉄道省のスハ32形と同形であるが、水タンクが天井にあることや、妻板に梯子があるなど細部が異なっている。[注 17]

2650形も2600形同様樺太庁鉄道が発注したものであったが、落成時には鉄道省に編入されており、2652以外は樺太には送られず内地で樺太庁鉄道の番号のまま使用された。1949年、正式に日本国有鉄道に車籍編入され、スハ32形 (869 - 873) となった。
ただ1両樺太に渡った2652はソ連に接収された後も引き続き使用され、サハリンの外国人解放後も職用車として残っていた。

### 貨車

#### 有蓋車
- ワ10形（ワ10 - ワ38）8 t積み二軸有蓋車。
- ワコ70形（ワコ70 - ワコ83）10 t積み二軸有蓋車。
- ワコ100形（ワコ100 - ワコ109）10 t積み二軸有蓋車。後にワ14000形へ改番。
- ワコ110形（ワコ131 - ワコ254）10 t積み二軸有蓋車。後にワ14000形へ改番。
- スコ300形（スコ300 - スコ324）10 t積み二軸有蓋車。後にワ21800形へ改番。
- ワム800形（ワム800 - ワム901）15 t積み二軸有蓋車。
- ワフ330形（ワフ330 - ワフ345）8 t積み二軸有蓋車。
- スフ350形（スフ350 - スフ372）10 t積み二軸有蓋車。
- ワコフ450形（ワコフ450 - ワコフ452）10 t積み二軸有蓋車。
- ワコフ460形（ワコフ460）8 t積み二軸有蓋車。
- ワコフ470形（ワコフ470 - ワコフ493、ワコフ495 - ワコフ503）8 t積み二軸有蓋車。
- ワフ550形（ワフ550 - ワフ564）8 t積み二軸有蓋車。
- スフ700形（スフ700 - スフ704）8 t積み二軸有蓋車。
- スフ750形（スフ750 - スフ766）8 t積み二軸有蓋車。国鉄ワフ25000形同一設計車で、鉄道省移管後は同形式に編入。

#### 水運車
- ミ30形（ミ30、ミ32）
8 tまたは9 t積み三軸水運車。当初形式名はフミ30形であったが鉄道省に移管されたことに伴い形式名はミ30形へ変更された。

#### 無蓋車
- ト380形（ト380 - ト402）9 t積み二軸無蓋車。
- ト420形（ト420 - ト446）9 t積み二軸無蓋車。
- フト500形（フト500 - フト506）9 t積み二軸無蓋車。
- トコ2000形（トコ2000 - トコ2028、トコ2050 - トコ2104）10 t積み二軸無蓋車。原型は鉄道省ト20000形であるが、車輪径を610 mmに縮小することで連結器中心高さを下げたため、床面高さも920 mm に下がっていた。鉄道省移管後ト20000形へ編入。
- トコ2100形（トコ2100 - トコ2169）10 t積み二軸無蓋車。後にト3300形へ改番。
- フトコ2500形（フトコ2500 - フトコ2509）10 t積み二軸無蓋車。
- トム2200形（トム2200 - トム2226、トム2228 - トム2229）15 t積み二軸無蓋車。
- トム2300形（トム2300 - トム2424）15 t積み二軸無蓋車。
- フトム2600形（フトム2600 - フトム2604）15 t積み二軸無蓋車。
- トム2700形（トム2700 - トム2729）15 t積み二軸無蓋車。
- トム2750形（トム2750、トム2751a - トム2760a、トム2761 - トム2825、トム2751b - トム2760b）15 t積み二軸無蓋車。
- フトラ3000形（フトラ3000 - フトラ3018）18 t積み二軸ボギー無蓋車。
- トラ3500形（トラ3500 - トラ3539）17 t積み二軸無蓋車。
- トサ1800形（トサ1800 - トサ1829）20 t積み三軸無蓋車。後にトサ100形へ改番。
- トサ1850形（トサ1850 - トサ1859）20 t積み三軸無蓋車。後にトサ200形へ改番。

#### 土運車
- リ1形（リ1 - リ9、リ11 - リ16、リ18 - リ38、リ40）7 t積み二軸土運車。

#### 長物車
- チコ1280形（チコ1280 - チコ1295）10 t積み二軸長物車。後にチ1280形へ改番。
- チコ1600形（チコ1600 - チコ1622、チコ1624 - チコ1639）10 t積み二軸ボギー長物車。
- フチコ1660形（フチコ1660 - フチコ1689）10 t積み二軸ボギー長物車。
- チム1400形（チム1400 - チム1404、チム1406 - チム1419、チム1421 - チム1424、チム1426 - チム1429）15 t積み二軸ボギー長物車。
- チム1700形（チム1700 - チム1734）15 t積み二軸ボギー長物車。
- チサ1000形（チサ1030 - チサ1239）20 t積み三軸長物車。後にチサ1000形へ改番。
- チサ1300形（チサ1300 - チサ1324）20 t積み三軸長物車。後にチサ800形へ改番。
- トチサ1500形（トチサ1500 - トチサ1589）20 t積み三軸長物車。後にチサ1000形へ改番。

#### 石炭車
- セム3800形（セム3800 - セム3859、2両欠）15 t積み二軸石炭車。
- フセラ4000形（フセラ4000 - フセラ4004、フセラ4006 - フセラ4044）18 t積み二軸ボギー石炭車。

#### 雪かき車
- ユキ1形（ユキ2 - ユキ4）ラッセル式二軸ボギー雪かき車。
- ユキ5形（ユキ5 - ユキ9）ラッセル式二軸ボギー雪かき車。
- ユキ10形（ユキ11 - ユキ12）ラッセル式二軸ボギー雪かき車。
- ユキ20形（ユキ21 - ユキ29、番号不明車1）ラッセル式二軸ボギー雪かき車。
- ユキ50形（ユキ50 - ユキ52）ロータリー式三軸、二軸ボギー雪かき車。
- ユキ70形（ユキ70 - ユキ72）掻寄せ式二軸ボギー雪かき車。
- キ600形（キ615）ロータリー式三軸、二軸ボギー雪かき車。新製後樺太鉄道局へ配属されたが、1945年（昭和20年）の終戦にともない樺太を占領したソビエト連邦に接収された。車両自体は1990年代まで残存していた。